# Király Dezső (pedagógus)
Király Dezső (Abony, 1900. július 29. – Budapest, Kőbánya, 1951. január 11.) testnevelő tanár, pedagógus, szakíró.

## Életútja
1918-ban végezte el a nagyváradi Honvéd Hadapródiskolát, majd 1921-ben szerezte meg testnevelő tanári oklevelét a budapesti testnevelő tanárképzőben. 1921–22-ben a karcagi református gimnázium helyettes, 1922–24-ben a Kispesti Magyar Királyi Állami Deák Ferenc Reálgimnázium rendes, 1924-től 1950-ig a budapesti X. kerületi Szent László Gimnázium rendes tanára volt. Testnevelési tanulmányúton járt a következő helyeken: Olaszországban (1925), Dániában, Svédországban, Németországban (1928), Lengyelországban, Lettországban, Észtországban, Finnországban (1931), újfent Dániában és Németországban hosszabb tanulmányutat tett 1931 és 1939 között évente. 1935-től a Magyar Élet Pártja kerületi központi titkára volt. Halálát gerincvelőburok-gyulladás okozta.
Magyarországon meghonosította a Niels Bukh-féle dán gimnasztikai rendszert, hazánkban az elsők között volt, aki az indiai testnevelési rendszerek és a jóga középiskolai oktatási lehetőségeit vizsgálta. Több labdajáték (faustball, korbball, korfball, tollaslabda stb.) szabályait közölte magyar nyelven először. A kőbányai Szent László Gimnáziumban nemzetközileg is jelentős ifjúsági sporttelepet és uszodát építtetett.

## Családja
Király Ferenc és Kautz Terézia. Testvérei: ifjabb Király Ferenc, Király Tibor, Király Zoltán. Leánya: Temesközy Istvánné Király Gizella. Felesége Rózsa Viola. Fia: ifj. Király Dezső.

## Főbb művei
- Testfejlődési viszonyok a kispesti Deák Ferenc Állami Reálgimnázium tanulóinál. Anthropo-fiziológiai tanulmány. 1 táblával. (Budapest, 1925)
- Svédtorna kézikönyve. Jakus Kálmánnal. (Budapest, 1926)
- Téli tréning atlétikát, futballt, úszást és bármely más sportágat űzők számára. Kézikönyv sportegyesületek, KISOSZ-sportkörök és leventeegyesületek számára. Összeáll. Jakus Kálmánnal. Hajnal László 240 rajzával. 2 táblával. (Budapest, 1926)
- Ifjúsági atlétika. Gimnasztika-előkészítő gyakorlatok és játékok. (Budapest, 1927)
- Bukh, Niels: Gimnasztika képekben. Átd. K. D. 53 képmelléklettel. (Budapest, 1927)
- A Niels Bukh-féle alapvető dán gimnasztika vezérkönyve. Összeáll. K. D. (Budapest, 1928)
- A Niels Bukh-módszerű gimnasztika. Atlétika és játék a testnevelés szolgálatában. (A budapesti X. kerületi Szent László Gimnázium 1928/29. évi Értesítője, 1929 és külön: Budapest, 1929)
- Téli tréning és svédtorna. Jakus Kálmánnal. (Budapest, 1929)
- Tíz új labdajáték. – Miből készítsük a tornaterem padlózatát és hogyan tartsuk tisztán? Dán és svédországi testnevelési tanulmányutam alapján. (Budapest, 1929)
- Modern testnevelés képben és írásban. Testnevelési tanulmányutam az északi országokban. (Budapest, 1932)
- A higiénikus iskolai testnevelés és eszközei. Tanulmány. (Budapest, 1932)
- Niels Bukh alapvető gimnasztikája és az ollerupi dán testnevelési főiskola. A Niels Bukh-féle alapvető dán gimnasztika vezérkönyve c. mű átd. kiadása. (2. átdolgozott és bővített kiadás: Budapest, 1934)
- A modern testnevelés évi tananyaga, óratervpéldákkal. Összeáll. K. D. (Budapest, 1937)
- Bukh, Niels: A dán egyszerű és sportgimnasztika vezérkönyve. Átdolgozott. K. D. (Budapest, 1938)
- Tanmenet a testnevelés tanításához. Budapesti X. kerületi Szent László Gimnázium, 1938/39. tanév. Összeáll. K. D. (Budapest, 1938)
- Sportszerű labdajátékok – kézilabda, kosárlabda, repülőlabda, tollastenisz – szabály- és kézikönyve. Összeáll. K. D. (Budapest, 1939)
- Az atlétika kézikönyve testnevelési tanárok, tanítók, katonai sportoktatók, leventeoktatók és a sportoló ifjúság számára. Összeáll. K. D. (Budapest, 1939)
- Dángimnasztika képekben, munkatervekkel. Összeáll. K. D. (Budapest, 1939)
- Knudsen, K. A.: A hát és ápolása. Sajtó alá rend. K. D. (Budapest, 1940)
- Tízperces vidám szobatorna. Rubin, Erna műve alapján fiúk és leányok, férfiak és asszonyok számára. Összeáll. K. D., ford. Kreutzer Sándor, az ábrákat készítette Neergaard, Beate. (1–4. kiad. Budapest, 1941)
- Iskolai és leventejátékok kézikönyve az összes versenyjátékok legújabb szabályaival. Összeáll. K. D. (1–2. kiad. Budapest, 1941)
- A korszerű gimnasztika és játék kézikönyve 6–18 éves fiú- és leánytanulók és mind a három korcsoportbeli leventék részére. Testnevelési vezérkönyv tanítók és tanítónők számára. Összeáll. K. D. (Budapest, 1941)
- Szabadgyakorlatok leventék és tanulók számára. Összeáll. K. D. (Budapest, 1942)
- Testnevelési tanmenet 64 óravázlattal az 1., 2., 3., 4., 5., 6., 7. és 8. osztályokban. Összeáll. K. D. (Budapest, 1942)
- Az iskolai és a levente-testnevelés kézikönyve. Rendgyakorlatok, menetnóták, szabadgyakorlatok, ősi hindu jógagyakorlatok, szertorna, haditorna és játék. 700 gyakorlat, 100 játék, 100 óraterv, 1800 ábra. Függelék: a leventepróbák legújabb szabályai. Összeáll. K. D., Jaski István rajztanár rajzaival. (1–2. kiad. Budapest, 1942)
- Ifjúsági játékok vezérkönyve. 410-féle játék az összes versenyjáték legújabb szabályaival. (1–6. kiad. Budapest, 1943–1944)
- A leventetörvények magyarázata és a legújabb leventepróbák szabályai. Összeáll. K. D. (Budapest, 1944)
- Jóga-torna. Függelék: Bokasüllyedés elleni és hátegyenesítő gyakorlatok 52 hétre szóló munkatervvel és 78 ábrával. Összeáll. K. D. (Budapest, 1944)
- A testnevelési rendszerek kialakulása Magyarországon. A német-, a svéd-, a dántorna és a hindu jógatorna fejlődése. (Budapest, 1944)
- Iskolai és sportjátékok vezérkönyve. 450 játék az összes versenyszerű sportjátékok legújabb szabályaival. Összeáll. K. D. (Budapest, 1948)
- Tizenegy sportjáték. (Budapest, 1948)

(A Humorlexikon keveri műveit Király Dezső (1896–1966) humorista műveivel.)